# SLPI
SLPI (англ. Secretory leukocyte peptidase inhibitor) – білок, який кодується однойменним геном, розташованим у людей на короткому плечі 20-ї хромосоми. Довжина поліпептидного ланцюга білка становить 132 амінокислот, а молекулярна маса — 14 326.
| 10         |  | 20         |  | 30         |  | 40         |  | 50         |
| ---------- |  | ---------- |  | ---------- |  | ---------- |  | ---------- |
| MKSSGLFPFL |  | VLLALGTLAP |  | WAVEGSGKSF |  | KAGVCPPKKS |  | AQCLRYKKPE |
| CQSDWQCPGK |  | KRCCPDTCGI |  | KCLDPVDTPN |  | PTRRKPGKCP |  | VTYGQCLMLN |
| PPNFCEMDGQ |  | CKRDLKCCMG |  | MCGKSCVSPV |  | KA         |  |            |

A: Аланін

C: Цистеїн

D: Аспарагінова кислота

E: Глутамінова кислота

F: Фенілаланін

G: Гліцин

I: Ізолейцин

K: Лізин

L: Лейцин

M: Метіонін

N: Аспарагін

P: Пролін

Q: Глутамін

R: Аргінін

S: Серин

T: Треонін

V: Валін

W: Триптофан

Кодований геном білок за функціями належить до інгібіторів протеаз, інгібіторів серинових протеаз, антибіотиків, антимікробних білків. 
Задіяний у таких біологічних процесах, як імунітет, вроджений імунітет. 
Секретований назовні.